# Jules Gravereaux
Jules Gravereaux (Vitry-sur-Seine, 1º maggio 1844 – Parigi, 23 marzo 1916) è stato un botanico francese.
Specialista rodologo, ha creato il primo roseto moderno, il roseto della Val-de-Marne.

## Biografia

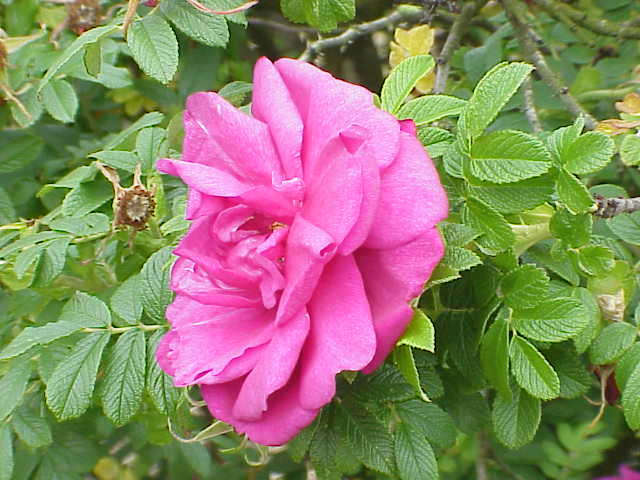
Rosa rugosa var. Roseraie de L'Haÿ (1901).

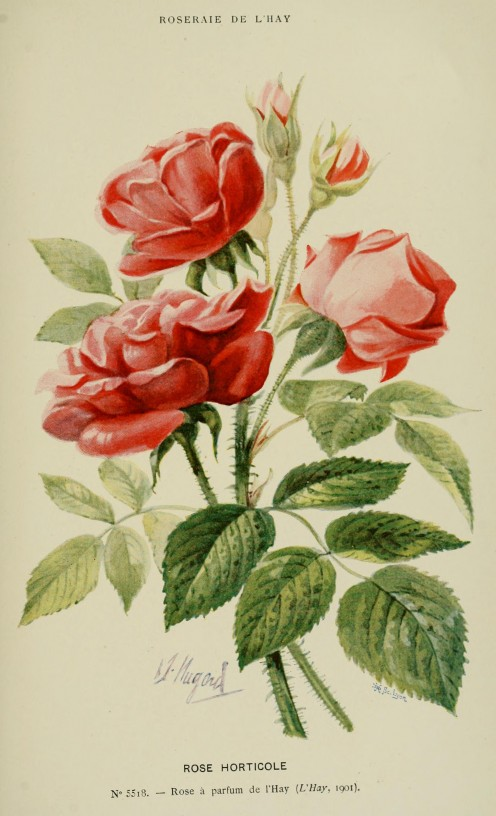
Ibrido di Rosa rugosa var. Parfum de L'Haÿ (1901).

Jules Gravereaux nacque il 1º maggio 1844 a Vitry-sur-Seine, un piccolo comune nell'Île-de-France da Jean Narcisse Gravereaux, falegname, e da Marie Henriette Gervais.
Nel marzo 1856 entrò come apprendista presso un produttore di articoli di maglieria. Due anni dopo s'impiegò in una merceria di Aristide Boucicaut e della di lui moglie. 
Nel 1852 i coniugi Boucicaut avevano acquistato i terreni incolti che fronteggiavano la loro merceria e vi fecero erigere il Grande magazzino Le Bon Marché.
Jules Gravereaux iniziò la sua carriera presso il Bon Marché, nel 1864, come semplice venditore, progredendo a poco a poco. Passato ai magazzini del Louvre e poi a quelli della Paix (1866-1870), tornò al Bon Marché come capo del reparto Guanti, Ombrelli e Ventagli.
Nell'agosto 1873 sposò Laura Thuillier.
Grazie ai risultati ottenuti come capo reparto al Bon Marché, nel 1874 gli fu data una compartecipazione nell'azienda, con il riconoscimento di una percentuale sui profitti del grande magazzino. Dopo la morte del Boucicaut, e in ottemperanza alle sue ultime volontà, la moglie trasformò il Bon Marché in una cooperativa con molti dei suoi dipendenti, tra i quali uno dei più importanti fu Jules Gravereaux, divenuto così socio accomandatario, acquisendone quote che aumentarono di valore e costituirono la base della sua fortuna.
Madame Boucicaut non aveva eredi e alla sua morte lasciò tutto il Bon Marché ai suoi dipendenti in quote legate alla loro anzianità. Impiegato fin dall'inizio dell'impresa, Jules Gravereaux incrementò ancora il suo già cospicuo patrimonio finanziario. Nel 1888, all'età di soli 44 anni, si ritirò.
Nel 1892, acquistò una vasta proprietà nel territorio comunale di L'Haÿ, ove sviluppò una collezione di rose molto importante. Nel 1899 contattò il famoso paesaggista  Édouard André e insieme misero a punto il primo giardino dell'epoca dedicato alle rose, un roseto.
Nel 1901 il ministero dell'Agricoltura gli chiese di studiare la raccolta delle piante selvatiche del genere rosa e la produzione orticola e industriale di rose per profumi. Egli, per adempire a questo incarico, si recò nella Penisola balcanica. Tornato a L'Haÿ, si dedicò a creare nuove rose per profumi che facilitassero il processo di distillazione dell'essenza profumata. Lavorò su degli ibridi di rosa rugosa, mettendo a punto la "rosa da profumo di L'Haÿ". La rosa "comandante Jules Gravereaux" (Croibier, 1906) è così denominata in suo onore.
Jules Gravereaux partecipò alla ricostruzione della collezione di rose dell'imperatrice Giuseppina presso il parco del Castello di Malmaison e devono a lui le loro origini i roseti del parco di Bagatelle e dell'Eliseo.
Creò parecchie rose, tra le quali la "Daniel Lesueur", pseudonimo dell'allora molto nota letterata Jeanne Loiseau.
Nel giugno del 1902 fu nominato Cavaliere della Legion d'onore e promosso Ufficiale nel maggio 1910, ricevendo nello stesso anno il titolo di Commendatore al Merito agricolo per aver sviluppato il gusto per i rosai e il commercio delle rose. Nel 1914 la cittadina di L'Haÿ pres il nome di L'Haÿ-les-Roses.
Jules Gravereaux morì a Parigi il 23 marzo 1916, all'età di quasi 72 anni.

## Opere
(In lingua francese - selezione)
- Collection botanique du genre Rosa (1899).
- Catalogue des roses cultivées à L'Haÿ (1900).
- Rapport sur la culture des roses dans la péninsule des Balkans; in Bulletin du Ministère de l'Agriculture (1901).
- Les Roses cultivées à L'Haÿ en 1902. Essai de classement (1902).
- Manuel pour la description des rosiers (1906).
- Les Roses à parfum et la fabrication de l'essence à la Roseraie de L'Haÿ de 1901 à 1905; in Bulletin de l’Office de renseignements agricoles (1906).
- La Rose dans les sciences, dans les arts et dans les lettres (1906).
- Guide pour servir à la visite de notre exposition rétrospective de la rose (1910).
- La Malmaison. Les roses de l'Impératrice Joséphine. Edit. d'Art et de Littérature. Paris. 1912.

## Alcuni risultati
- La France Victorieuse, ibrido di Rosa tea
- Rhodologue Jules Gravereaux
- Rhodophile Gravereaux
- Madame Jules Gravereaux, la più diffusa al giorno d'oggi
- Rosa rugosa var. Amélie Gravereaux (nome di sua figlia)
- Rosa rugosa var. Rose à Parfum de L'Haÿ
- Rosa rugosa var. Roseraie de L'Haÿ
- Rosomane Gravereaux